# Detlef Horster
Detlef Horster (* 12. September 1942 in Krefeld) ist ein deutscher Philosoph.

## Leben
1973 machte Detlef Horster sein Erstes Juristisches Staatsexamen. Nach seiner Promotion 1976 zum Dr. phil. im Fach Soziologie übernahm Detlef Horster 1976/77 die Vertretung des Lehrstuhls für Ethik an der Universität Utrecht (NL). 1977 gründete er die Einführungsreihe beim Junius Verlag. Von 1977 bis 1981 arbeitete er als Wissenschaftlicher Assistent an der Universität Hannover. 1979 habilitierte er sich mit der venia legendi für „Sozialphilosophie“ und war seit 1981 Professor für Sozialphilosophie an der Universität Hannover. Emeritierung 2007. Zwischen 1981 und 2007 mehrere Gastprofessuren, Gastdozenturen und Fellowships unter anderem in Port Elizabeth (Südafrika), in Wien und Zürich. 1998 begründete er die Hannah Arendt Tage in Hannover. Seine Schwerpunkte sind Ethik und Recht sowie die philosophischen Grundlagen von Erziehung und Bildung.
Horster entwickelte seine moralphilosophische Position über Jahrzehnte hinweg und ist heute Vertreter des moralischen Realismus. Für ihn sind moralische Tatsachen Entitäten wie natürliche Tatsachen, die man durch Wahrnehmung erkennt. Moralische Tatsachen hingegen erkennt man mittels Intuition. Über Intuitionen kann man genauso im Irrtum sein wie über Wahrnehmungen. Zur Prüfung führt Horster das Kohärenzkriterium ein. Die Intuition muss mit den anderen moralischen Überzeugungen, die man hat, übereinstimmen.

## Schriften (Auswahl)
als Autor
- Zum Verhältnis von Philosophie und Kritik der Politischen Ökonomie. Ein Beitrag zur Kritik des institutionellen Marxismus. SOAK-Verlag, Hannover 1976 (zugl. Dissertation, TU Hannover 1976).
- Ernst Bloch. Eine Einführung (Große Denker). 6. Auflage. Panorama, Wiesbaden 2006, ISBN 3-926642-52-1 (EA Hannover 1977).
- Die Subjekt-Objekt-Beziehung im Deutschen Idealismus und in der Marxschen Philosophie. Campus-Verlag, Frankfurt am Main 1979, ISBN 3-593-32461-X (zugl. Habilitationsschrift, TU Hannover 1979).
- Habermas zur Einführung. Junius-Verlag, Hamburg 2006, ISBN 3-88506-630-0 (EA Hannover 1999).
- Kant zur Einführung. 2. Auflage. Junius-Verlag, Hamburg 1983, ISBN 3-88506-811-7 (EA Hannover 1982).
- Alfred Adler zur Einführung. SOAK-Verlag, Hannover 1984, ISBN 3-88209-060-X.
- Das Sokratische Gespräch in der Erwachsenenbildung. Universität, Hannover 1986, ISBN 3-922874-28-2.
- Auf den Spuren Sokrates'. Ortswechsel für das Philosophieren; Philosophieren mit Kindern. Universität, Hannover 1991, ISBN 3-922874-54-1.
- Rorty zur Einführung. Junius-Verlag, Hamburg 1991, ISBN 3-88506-868-0.
- Jürgen Habermas (Sammlung Metzler; Band 266). Metzler, Stuttgart 1991, ISBN 3-476-10266-1.
- Philosophieren mit Kindern. Leske & Budrich, Opladen 1992, ISBN 3-8100-0963-6.
- Politik als Pflicht. Studien zur politischen Philosophie. Suhrkamp, Frankfurt am Main 1993, ISBN 3-518-28709-5.
- Das Sokratische Gespräch in Theorie und Praxis. Leske & Budrich, Opladen 1994, ISBN 3-8100-1152-5.
- „Der Apfel fällt nicht weit vom Stamm“. Moral und Recht in der postchristlichen Moderne. Suhrkamp, Frankfurt am Main 1995, ISBN 3-518-28809-1.
- Niklas Luhmann. 2. Auflage. Beck, München 2005, ISBN 3-406-52812-0 (EA München 1997).
- Postchristliche Moral. Eine sozialphilosophische Begründung. Junius-Verlag, Hamburg 1997, ISBN 3-88506-285-2.
- Rechtsphilosophie zur Einführung. Junius-Verlag, Hamburg 2002, ISBN 3-88506-357-3.
- Was soll ich tun? Moral im 21. Jahrhundert. Reclam, Leipzig 2004, ISBN 3-379-20111-1.
- Sozialphilosophie. Grundwissen Philosophie. Reclam, Leipzig 2005, ISBN 3-379-20118-9.
- Jürgen Habermas und der Papst. Glauben und Vernunft, Gerechtigkeit und Nächstenliebe im säkularen Staat. Transcript-Verlag, Bielefeld 2006, ISBN 3-89942-411-5.
- Ethik. Grundwissen Philosophie. Reclam, Stuttgart 2009, ISBN 978-3-15-020324-8.

als Herausgeber
- Vernunft, Ethik, Politik. Hannover 1983.
- Weibliche Moral. Ein Mythos? Frankfurt am Main 1998.
- Niklas Luhmann: Die Moral der Gesellschaft. Frankfurt am Main 2009.
- Ethik in der Behindertenpädagogik. Menschenrechte, Menschenwürde, Behinderung. Stuttgart 2012.
- Texte zur Ethik. Stuttgart 2012.
- Angewandte Ethik. Stuttgart 2013.
- Niklas Luhmann. Soziale Systeme (Reihe „Klassiker auslegen“). Berlin 2013.